# Uğur Tezel
Uğur Tezel (* 27. Februar 1997 in Berlin) ist ein deutsch-türkischer Fußballspieler, der beim FC Carl Zeiss Jena unter Vertrag steht.

## Verein
Tezel spielte in der Jugend zunächst für den TSV Rudow 1888 und Türkiyemspor Berlin, bevor er sich 2011 jener von Hertha BSC anschloss. Aus dieser rückte er zur Saison 2016/17 zur zweiten Mannschaft der Berliner auf, die in der Regionalliga Nordost spielte. Nach Ablauf seines Vertrages wechselte er zur Saison 2018/19 in die dritte Liga zum SC Preußen Münster, wo er am 15. September 2018 im Auswärtsspiel gegen den VfR Aalen sein Debüt im Profifußball gab. Im weiteren Saisonverlauf war die Rechtsverteidigerposition im Team von Trainer Marco Antwerpen von Fabian Menig besetzt. Im Januar 2020 wechselte er dann zum Berliner AK 07 und war dort bis 2022 aktiv. Anschließend ging er weiter zum Ligarivalen FC Carl Zeiss Jena.

## Nationalmannschaft
Von 2012 bis 2014 absolvierte Tezel insgesamt zwölf Partien für diverse türkische Jugendnationalmannschaften und erzielte dabei einen Treffer.

## Erfolge
- DFB-Pokalsieger der Junioren: 2015